# Marais de conifères
 (avril 2023).
La mise en forme du texte ne suit pas les recommandations de Wikipédia : il faut le « wikifier ».
Les points d'amélioration suivants sont les cas les plus fréquents. Le détail des points à revoir est peut-être précisé sur la page de discussion.
- Les titres sont pré-formatés par le logiciel. Ils ne sont ni en capitales, ni en gras.
- Le texte ne doit pas être écrit en capitales (les noms de famille non plus), ni en gras, ni en italique, ni en « petit »…
- Le gras n'est utilisé que pour surligner le titre de l'article dans l'introduction, une seule fois.
- L'italique est rarement utilisé : mots en langue étrangère, titres d'œuvres, noms de bateaux, etc.
- Les citations ne sont pas en italique mais en corps de texte normal. Elles sont entourées par des guillemets français : « et ».
- Les listes à puces sont à éviter, des paragraphes rédigés étant largement préférés. Les tableaux sont à réserver à la présentation de données structurées (résultats, etc.).
- Les appels de note de bas de page (petits chiffres en exposant, introduits par l'outil «  Source ») sont à placer entre la fin de phrase et le point final[comme ça].
- Les liens internes (vers d'autres articles de Wikipédia) sont à choisir avec parcimonie. Créez des liens vers des articles approfondissant le sujet. Les termes génériques sans rapport avec le sujet sont à éviter, ainsi que les répétitions de liens vers un même terme.
- Les liens externes sont à placer uniquement dans une section « Liens externes », à la fin de l'article. Ces liens sont à choisir avec parcimonie suivant les règles définies. Si un lien sert de source à l'article, son insertion dans le texte est à faire par les notes de bas de page.
- La présentation des références doit suivre les conventions bibliographiques. Il est recommandé d'utiliser les modèles {{Ouvrage}}, {{Chapitre}}, {{Article}}, {{Lien web}} et/ou {{Bibliographie}}. Le mode d'édition visuel peut mettre en forme automatiquement les références.
- Insérer une infobox (cadre d'informations à droite) n'est pas obligatoire pour parachever la mise en page.

Pour une aide détaillée, merci de consulter Aide:Wikification.
Si vous pensez que ces points ont été résolus, vous pouvez retirer ce bandeau et améliorer la mise en forme d'un autre article.

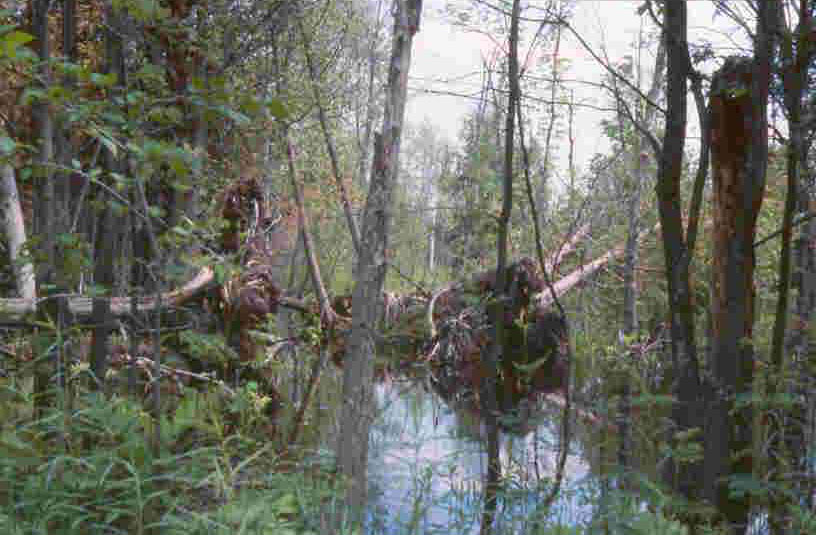
Dead Stream Swamp, Michigan : un marais de cèdre blanc du nord

Les marécages de conifères sont des zones humides boisées dans lesquelles les arbres dominants sont des conifères des plaines comme, par exemple, le thuya occidental ( Thuja occidentalis ). Le sol dans ces zones marécageuses est généralement saturé pendant la majeure partie de la saison des croissances et est parfois même inondé par des tempêtes saisonnières ou par la fonte des neiges en hiver.
Le substrat est généralement de nature organique et peut contenir de la tourbe en quantités variables ou être entièrement composé de boue. Le substrat des marais est généralement riche en nutriments et neutro-alcalin, mais il peut être acide et pauvre en nutriments.
La composition des marais de conifères varie, avec différentes espèces de conifères dominantes et des quantités variables d'arbres feuillus à feuilles caduques se développant dans le marécage. Une grande diversité de plantes est trouvable dans ces marécages, certaines espèces dominant dans une variété de microhabitats qui dépendent de facteurs tels que la quantité de lumière du soleil disponible (comme dans les cas d'arbres abattus par le vent ou la maladie), le pH du sol, les eaux souterraines stagnantes et les différences d'altitude, comme les touffes et les grumes nourricières,.
On catégorise les différents types de marais de conifères selon les conifères qui le domine. Les riches marais de conifères sont dominés par le cèdre blanc du Nord. Ces marais se trouvent généralement au sud de la zone de tension climatique dans tout le Midwest et le nord-est des États-Unis et dans les régions adjacentes au Canada. Au nord de cette zone de tension climatique, on trouve des zones humides minérotrophes dominé par le mélèze laricin ( Larix laricina ). Ces marais sont classées comme marécage riche à mélèze laricin . Un marais ayant un mélange à peu près égal de feuillus et de conifères se nomme marécage de feuillus et de conifères.

## Riche marais de conifères

### Flore

#### Arbres

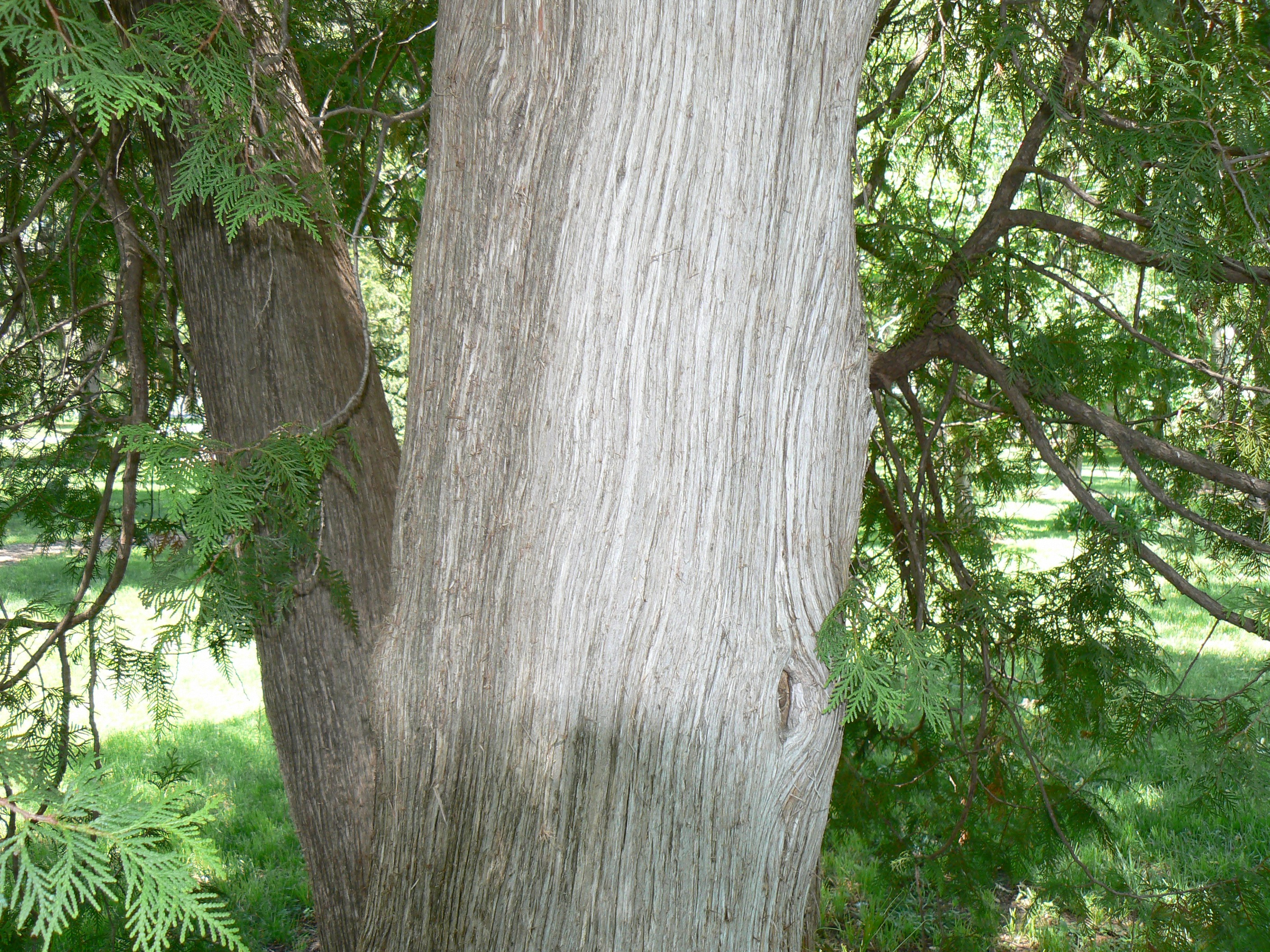
Écorce du cèdre blanc du nord

Une grande variété d'arbres à feuilles persistantes et à feuilles caduques peut être trouver dans les riches marais de conifères (en plus des espèces dominantes).
- Thuja occidentalis : Cèdre blanc du Nord, le conifère dominant, également connu sous le nom d'arborvitae. Un spécimen paysager commun dans les États du nord des États-Unis et au Canada.
- Abies balsamea : Sapin baumier
- Acer rubrum : Érable rouge
- Betula papyrifera : Bouleau à papier
- Cornus stolonifera : Cornouiller soyeux
- Cornus florida : Cornouiller à fleurs
- Larix laricina : Mélèze laricin
- Picea mariana : Épinette noire
- Picea glauca : Épinette blanche
- Pinus strobus : Pin blanc
- Taxodium distichum : Cyprès chauve
- Tsuga canadensis : Pruche du Canada
- Ulmus americana : Orme d'Amérique
- Populus tremuloides : Peuplier faux-tremble
- Populus balsamifera : Peuplier baumier
- Nyssa aquatica : Tupelo aquatique
- Nyssa ogeche : Tupelo blanc
- Nyssa sylvatica : Tupelo noir
- Alnus glutinosa : Aulne glutineux

#### Arbustes
- Alnus rugosa : Aulne blanc
- Ilex verticillata : Houx verticillé
- Ilex mucronata : Faux houx
- Sambucus racemosa : Sureau à grappe
- Gaylussacia baccata : gaylussaquier à fruits bacciformes
- Taxus canadensis : If du Canada
- Lonicera canadensis : Chèvrefeuille du Canada
- Lonicera oblongifolia : Chèvrefeuille des marais
- Vaccinium angustifolium : Myrtille douce basse
- Vaccinium myrtilloides : Bleuet à feuilles étroites
- Ribes americanum : Bleuet sauvage
- Ribes triste : Gadelier rouge sauvage
- Ribes lacustre : Groseillier des lacs

#### Vignes
- Toxicodendron radicans : Sumac grimpant
- Lonicera dioica : Chèvrefeuille dioïque

#### Fougères
- Osmunda cinnamomea : Osmonde cannelle
- Thelypteris palustris : Fougère des marais
- Osmunda spectabilis : Fougère royale américaine
- Gymnocarpium dryopteris : Polypode du chêne

#### Gramminoïdes
Une variété de graminées et de carex peut être présente. .
- Glyceria striata : Glycérie striée

#### Mousses
- Callicladium haldanianum : Fougerole commune
- Sphagnum centrale

#### Orchidées
- Cypripedium calceolus : Sabot de Vénus
- Platanthera hyperborea : Orchidée verte du nord

#### Plantes herbacées non graminoïdes
- Aquilegia canadensis : Ancolie du Canada

## Articles annexes
- Forêt alluviale
- Forêt marécageuse de tourbe
- Marécage